# Приходько Ігор Володимирович
І́гор Володи́мирович Прихо́дько — полковник Збройних сил України.

## Нагороди
За особисту мужність, сумлінне та бездоганне служіння Українському народові, зразкове виконання військового обов'язку відзначений — нагороджений
- орденом Данила Галицького (4.12.2015).